# Kryst the Conqueror
Kryst The Conqueror fue una banda de heavy metal que fusionaba imágenes fantásticas bárbaras con temas cristianos. La banda se formó en 1987 por el exbajista y el exguitarrista de The Misfits como respuesta al intento de Glenn Danzig, antiguo compañero suyo en The Misfits, de enfocar a su banda Samhain en el lado oscuro de la música. 
Los miembros de la banda incluían a Mo The Great (Gerald Caiafa) en el bajo, su hermano Paul Caiafa en la guitarra, Jeff Scott Soto, de Yngwie Malmsteen, como cantante y The Murp en la batería. Solo grabaron un álbum completo, Deliver Us From Evil, que nunca fue publicado en su totalidad oficialmente. 
Posteriormente, la banda se disolvió para dar lugar a la nueva formación de The Misfits.
- Datos: Q1169306